# Softkey
Softkey (ЗАО «Софткей») — российский интернет-супермаркет и интернет-дистрибьютор программного обеспечения, основан в 2001 году, прекратил работу в 2018 году.
Softkey первым в России начал продавать программное обеспечение в электронном виде и являлся онлайн-поставщиком программного обеспечения, дистрибьютором разработчиков программного обеспечения и сервисом ордер-процессинга. Компания разработала и реализовала технологическую платформу, позволяющую создавать и обслуживать интернет-магазины, за что несколько раз становилась лауреатом различных премий.

## Направления работы
- Продажа программного обеспечения через Интернет-супермаркет;
- Дистрибуция программного обеспечения;
- Сервис ордер-процессинга;
- Продажа цифрового программного обеспечения в розничных сетях и банках.

## Проекты компании
- Win-rar.ru — поддержка русскоязычного сайта компании WinRAR и обслуживание продаж.
- IT4all.ru — коммуникационная площадка и «центр онлайн-экспертизы» для покупателей, разработчиков, независимых экспертов и продавцов программного обеспечения.
- Point4all.ru — ресурс, реализующий бизнес-решения по модели SaaS (software as a service — софт как услуга).
- Wishkey.ru — сервис исполнения желаний.

## История компании
2001
Компания Softkey была создана Феликсом Мучником, Дмитрием Румянцевым, Александром Каталовым и Дмитрием Турецким. Основную миссию деятельности компании создатели видели в продажах легального коммерческого ПО частным лицам и организациям. Первыми партнёрами интернет-супермаркета ПО Softkey стали крупные российские и международные вендоры: Лаборатория Касперского, ABBYY, Microsoft, ACD Systems Inc.
2002
Компания Softkey приняла участие в создании некоммерческой ассоциации ISDEF (Independent Software Developers Forum — Форум Независимых Разработчиков Программного Обеспечения), призванную представлять и защищать интересы разработчиков и других представителей софтверной индустрии. Состоялось открытие онлайнового издания «Softkey.info».
2003-2005
Открылись зарубежные представительства Softkey открывается на Украине, в Белоруссии, Болгарии, Польше и странах Балтии. Softkey совместно с Microsoft учреждает Фонд мотивации отечественных разработчиков ПО.
2006
Открывается десятое представительство Softkey в Молдове. Интернет-супермаркет ПО Softkey входит в группу компаний IBS. Softkey стал победителем конкурса РОТОР в номинации «Лучший Интернет-магазин».
2007
Softkey вступает в Ассоциацию «Интернет и Бизнес». Оформлен 1000000-й заказ на сайте Softkey. Softkey признается лауреатом «Премии Рунета» в номинации «Технологии и инновации».
2008
Феликс Мучник, генеральный директор ЗАО «Софткей», получает специальный приз конкурса CNews AWARDS 2008 за вклад в развитие электронной коммерции в России.
2009
Softkey побеждает во всероссийском конкурсе «Золотой сайт-2008» в номинации «Интернет-магазины, сервисы, электронный бизнес».
2010—2015
При активном участии директора по развитию Softkey Алексея Ровдо был разработан и воплощен в жизнь проект офлайн-продаж ПО для мобильных устройств в фирменных салонах Nokia. В последующие годы к проекту присоединились Эльдорадо, Белый Ветер Цифровой, Максимус, Медиа Маркт, Евросеть, МТС. 24 мая 2011 года Softkey стал участником программы Global Publisher Program, в рамках которой российская компания становится официальным паблишером приложений для Windows Phone 7 на территории СНГ.
Учрежден профессиональный конкурс в сфере IT-журналистики. Softkey стал лауреатом международного конкурса партнерских ИТ-решений от Microsoft в номинации «Партнер года в России». В интернет-супермаркете Softkey оформлено 15 млн. заказов. Феликс Мучник стал членом наблюдательного совета Института развития интернета (ИРИ).
2016 год
Softkey назван лауреатом конкурса партнерских ИТ-решений от Microsoft в номинации Modern Marketing SMB.
2017 год
Примерно с четвертого квартала в Softkey стал развиваться конфликт с одним из крупнейших партнеров. Это наложилось на падение рынка ПО и привело к задержкам с поставкой электронных ключей на ПО покупателям. Начиная с этого года пользователи начали отмечать серьёзные проблемы с поставками ПО, проблема усугубилась в сентябре, когда магазин практически перестал отгружать уже оплаченные заказы.
2018 год
В июне 2018 года стало известно, что Softkey стал ответчиком по нескольким десяткам исков с начала 2018 года. Проблемы были связаны c продолжающимся четвертый год падением рынка софта, утверждали в компании. По данным «СПАРК-Интерфакс», к концу 2018 года всего к компании было предъявлено 119 исков на общую сумму почти 422 млн руб. Крупнейший, на сумму свыше 264 млн руб., подала в мае «Лаборатория Касперского». В октябре 2018 года были арестованы счета компании и уволились почти все сотрудники. В начале декабря 2018 сайт Softkey прекратил работу, компания с почти 20-летней историей, которая еще несколько лет назад рапортовала об оборотах порядка $60 млн., ушла с заметно "просевшего" российского рынка ПО.

## Награды Softkey
- Двукратный победитель конкурса РОТОР (2005, 2006)
- Трехкратный Лауреат «Премии Рунета» (2007, 2011, 2013)
- Победитель конкурса «Золотой сайт» (2009)
- ТОП-20 крупнейших Интернет-компаний России по версии журнала Forbes (2013, 2014)
- ТОП-100 технологичных компаний Европы по версии медиа-холдинга Red Herring (2013)
- ТОП-100 крупнейших интернет-продавцов по версии журнала «Секрет фирмы» (2013, 2014)
- ТОП-500 электронной коммерции Европы по версии internet RETAILER (2013)
- Лауреат IAIR Awards в номинации Лучшая компания по инновациям и лидерству (2013)
- ТОП-100 технологичных компаний мира по версии медиа-холдинга Red Herring (2013)
- Победитель Online Retail Russia Awards в номинации «Лицензионное ПО» (2014)
- Лауреат международного конкурса партнерских ИТ-решений от Microsoft в номинации «Партнер года в России» (2015)
- Лауреат конкурса партнерских ИТ-решений от Microsoft в номинации Modern Marketing SMB (2016)

## Техподдержка
Softkey оказывал услуги технической поддержки по следующим программным продуктам:
- ABBYY (продукты: ABBYY FormReader, ABBYY FlexiCapture, ABBYY Recognition Server)
- en:Alt-N Technologies
- Citrix (продукт: Citrix XenApp)
- Diskeeper
- GFI
- Лаборатория Касперского (продукты для Windows)
- Kerio Technologies
- WinRAR
- VMware (продукты: ESX server, VMware Workstation for Windows)